# وزارة الزراعة (الصومال)
وزارة الزراعة والري في الصومال (بالصومالية: Wasaaradda Beeraha iyo Waraabka ee Soomaaliya)‏ هي الوزارة المسؤولة عن الزراعة في الصومال، المجالات الثلاثة الواسعة للوزارة هي الزراعة وتجهيز الأغذية والتعاون. وزير الزراعة الحالي هو أحمد مدوبي نونو.

## خلفية تاريخية
في عهد الرئيس الصومالي محمد سياد بري، كانت تُسمى الوزارة وزارة إدارة الموارد الطبيعية. 
الزراعة هي المصدر الرئيسي لمعيشة أكثر من نصف سكان الصومال، وتوفر الزراعة الجزء الأكبر من السلع الأساسية التي تتطلبها القطاعات غير الزراعية ومعظم المواد الخام لقطاع الصناعات، ويعتمد اقتصاد الصومال على الزراعة بشكل أساسي، إذ يمثل حوالي 65 ٪ من الناتج المحلي الإجمالي ويعمل في القطاع 65 ٪ من القوى العاملة. وتساهم الثروة الحيوانية وحدها بحوالي 40٪ من الناتج المحلي الإجمالي وأكثر من 50٪ من عائدات التصدير. 
في ديسمبر 2014 أعلنت وزارة الزراعة أنها ستبدأ مشروعًا جديدًا لإدارة المياه على نهر شبيلي من أجل مساعدة صغار المزارعين، وتضمنت المبادرةحفر قنوات مائية إضافية من أجل التحكم بشكل أكثر فعالية في تدفق مياه الأنهار لإيصالها إلى مجال أوسع من الأراضي الزراعية. 

## أنظر أيضا
- الزراعة في الصومال